# 卡尔武港
卡尔武港（葡萄牙語：Porto Calvo）是巴西阿拉戈斯州的一个市镇。总面积260.16平方公里，总人口25122人，人口密度96.6人/平方公里。